# Barbicornis alcyoneus
Barbicornis alcyoneus är en fjärilsart som beskrevs av Adalbert Seitz 1917. Barbicornis alcyoneus ingår i släktet Barbicornis och familjen Riodinidae. Inga underarter finns listade i Catalogue of Life.